# Nationales Museum für Ethnologie (Portugal)
Das Nationale Museum für Ethnologie (Portugiesisch: Museu Nacional de Etnologia) befindet sich in Lissabon und beherbergt die bedeutendsten ethnografischen Sammlungen in Portugal. Es geht auf das 1965 gegründete Museu de Etnologia do Ultramar (Museum für Ethnologie der Überseegebiete) und das ältere Museo de Arte Popular  (Museum für Volkskunst) zurück und besitzt mehr als 42.000 kulturelle Objekte aus Afrika, Asien und Südamerika sowie Beispiele portugiesischer Volkskunst.

## Sammlungen
Die Sammlungen des Museums sind in zwei Abteilungen unterteilt. Die erste Abteilung umfasst die durch Erwerbungen und Schenkungen erweiterte Sammlung des ehemaligen Museums für Ethnologie der kolonisierten Überseegebiete mit aktuell etwa 42.000 Objekten aus 80 Ländern. Dieses erste ethnologische Museum wurde 1965 durch den Ethnologen Jorge Dias und seine Kollegen aufgebaut, die den Bereich der Sozialanthropologie in Portugal einführten. Dias war zwischen 1938 und 1944 als Lektor für Portugiesisch an verschiedenen Universitäten in Deutschland tätig und promovierte 1944 mit einer volkskundlichen Arbeit an der Universität München.
Die zweite Abteilung des Museums besteht aus 11.600 Objekten im Museum für Volkskunst. Diese Sammlung wurde ursprünglich in den 1930er und frühen 1940er Jahren für Ausstellungen zusammengestellt, die der Ideologie der Militärdiktatur (1926–1933) und des Regimes des Estado Novo (1933–1974) entsprachen. Diese Abteilung präsentiert heute portugiesische Volkskunst und Traditionen.
Das derzeitige Museumsgebäude wurde 1976 eröffnet und im Jahr 2000 erweitert. Aus der Zusammenlegung des ehemaligen Museums für Volkskunst und des ethnologischen Museums entstand das Nationale Ethnologische Museum / Volkskunstmuseum. Dafür wurde eine neue Galerie für die Volkskunst hinzugefügt. Dem folgte 2006 eine weitere Galerie mit Objekten aus Amazonien. Darüber hinaus verfügt das Museum über begehbare Depots und ein bedeutendes Archiv mit Fotos, Filmen, Aufzeichnungen und anderen Medien.

## Dauerausstellung
Im Jahr 2025 werden in der Dauerausstellung unter dem Titel „Das Museum, viele Dinge“ Objekte und ihr kultureller Hintergrund aus Portugal, Indonesien, Angola und Mali gezeigt. Dazu gehören das balinesische Schattentheater Wayang, Marionettenfiguren aus dem Südwesten Angolas, Puppen und Masken aus Mali sowie Musikinstrumente aus verschiedenen Volksmusiktraditionen in Portugal.
Mit dieser Reihe von Objekten und Informationen zur Geschichte des Museums erinnert die Ausstellung an einige der Ethnologen, die zu den Sammlungen und den Anfängen des Museums beigetragen haben. Dazu gehören außer Jorge Dias die aus Deutschland stammende Ethnologin Margot Dias sowie die portugiesischen Ethnologen Fernando Galhano, Ernesto Veiga de Oliveira und Benjamim Pereira.

## Sonderausstellungen
Eine der wechselnden Sonderausstellungen thematisiert den portugiesischen Kolonialismus in Afrika und ist vom 30. Oktober 2024 bis zum 2. November 2025 zu sehen. Damit verfolgt das Museum auch sein Ziel, „die Herkunft seiner außereuropäischen Sammlungen zu erforschen und den kolonialen Kontext zu reflektieren, in dem das Museum gegründet wurde und seine ersten Sammlungen zusammengetragen wurden.“
Als internationale Zusammenarbeit zeigte das Nationale Museum für Ethnologie im Jahr 2000 eine Wanderausstellung mit afrikanischer Kunst aus seinen Beständen im Museum of Modern Art in New York City.

## Galerie

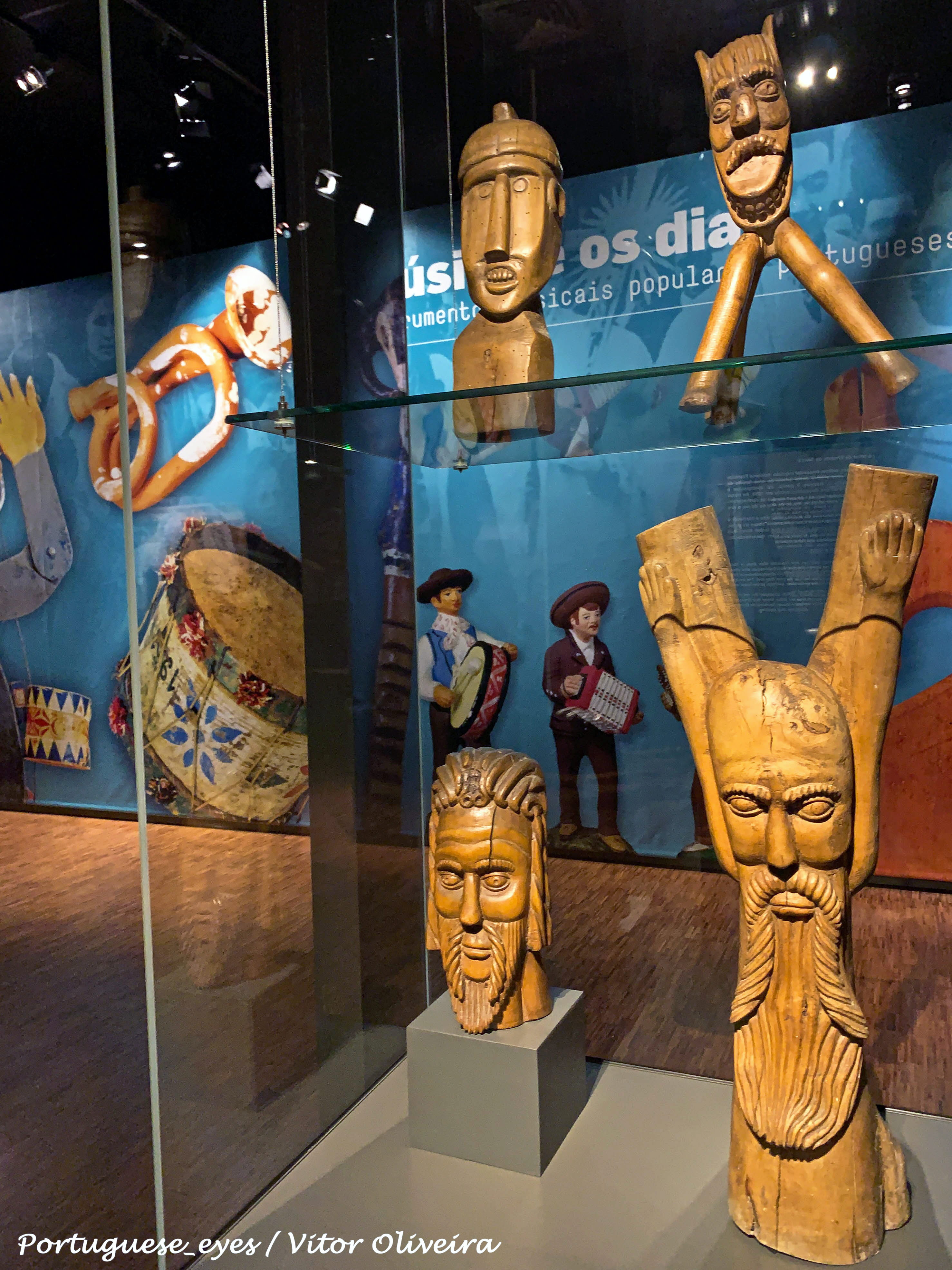
Holzskulpturen der portugiesischen Volkskunst
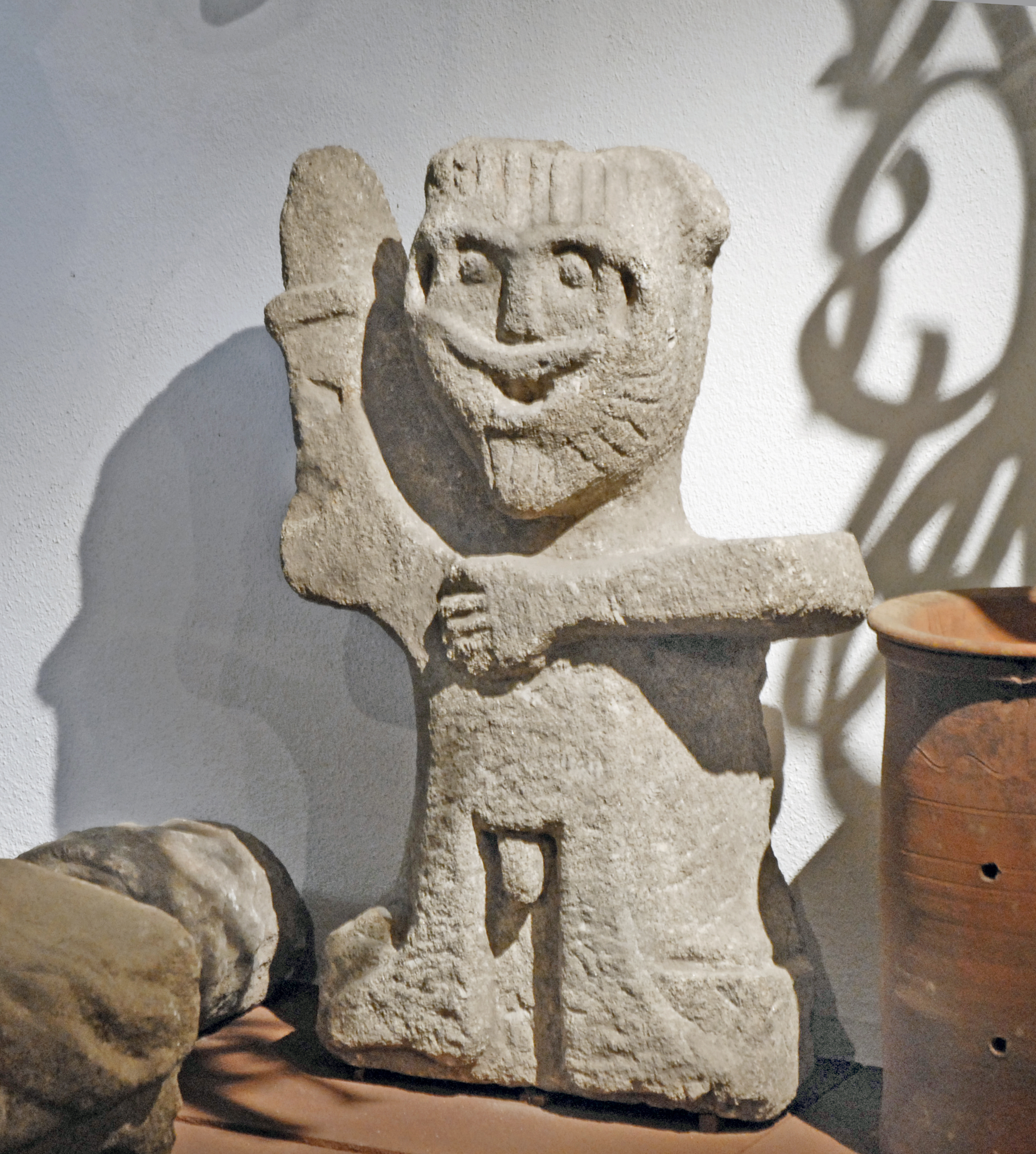
Steinskulptur der portugiesischen Volkskunst
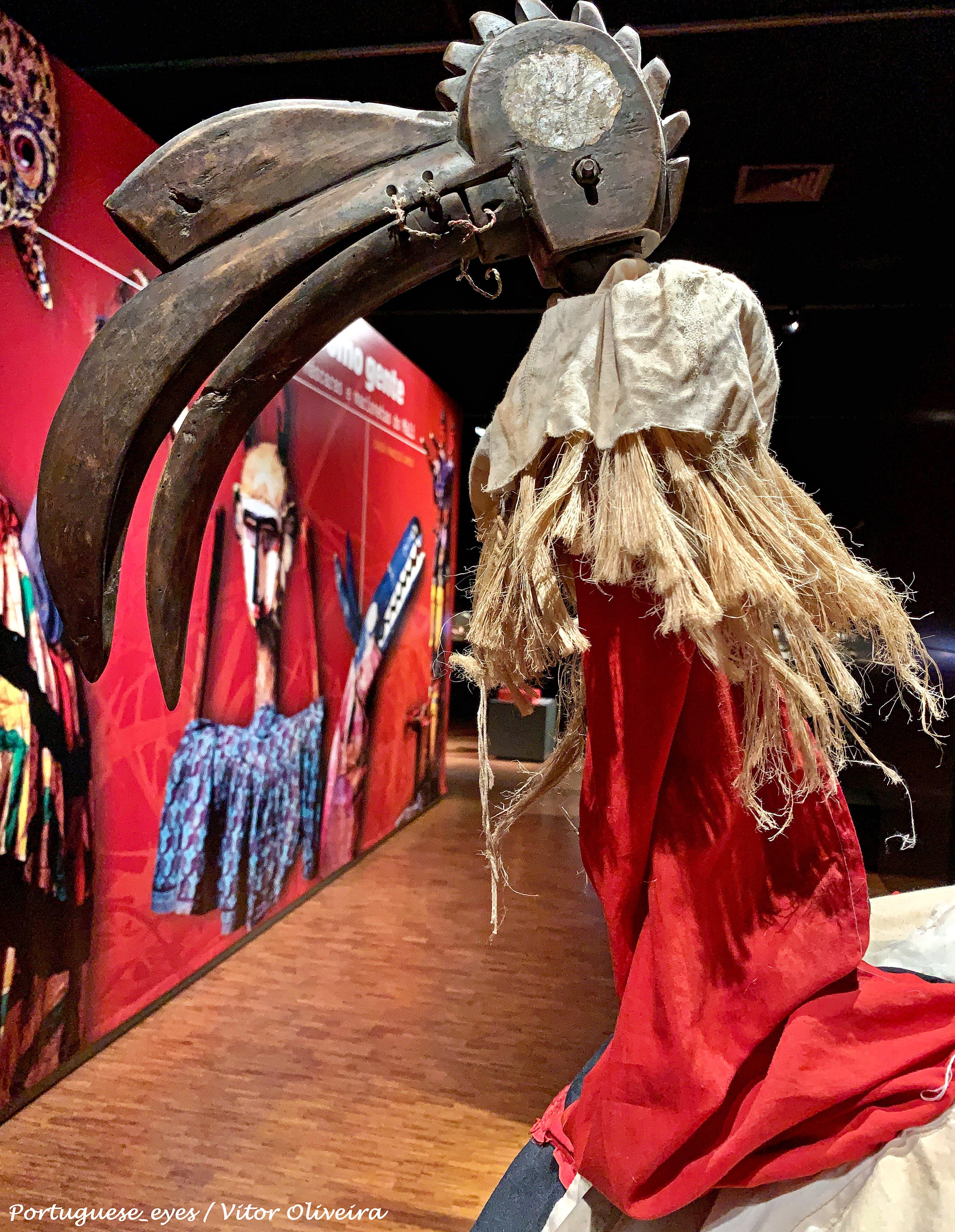
Tiermaske und Kostüm eines Tänzers aus Afrika
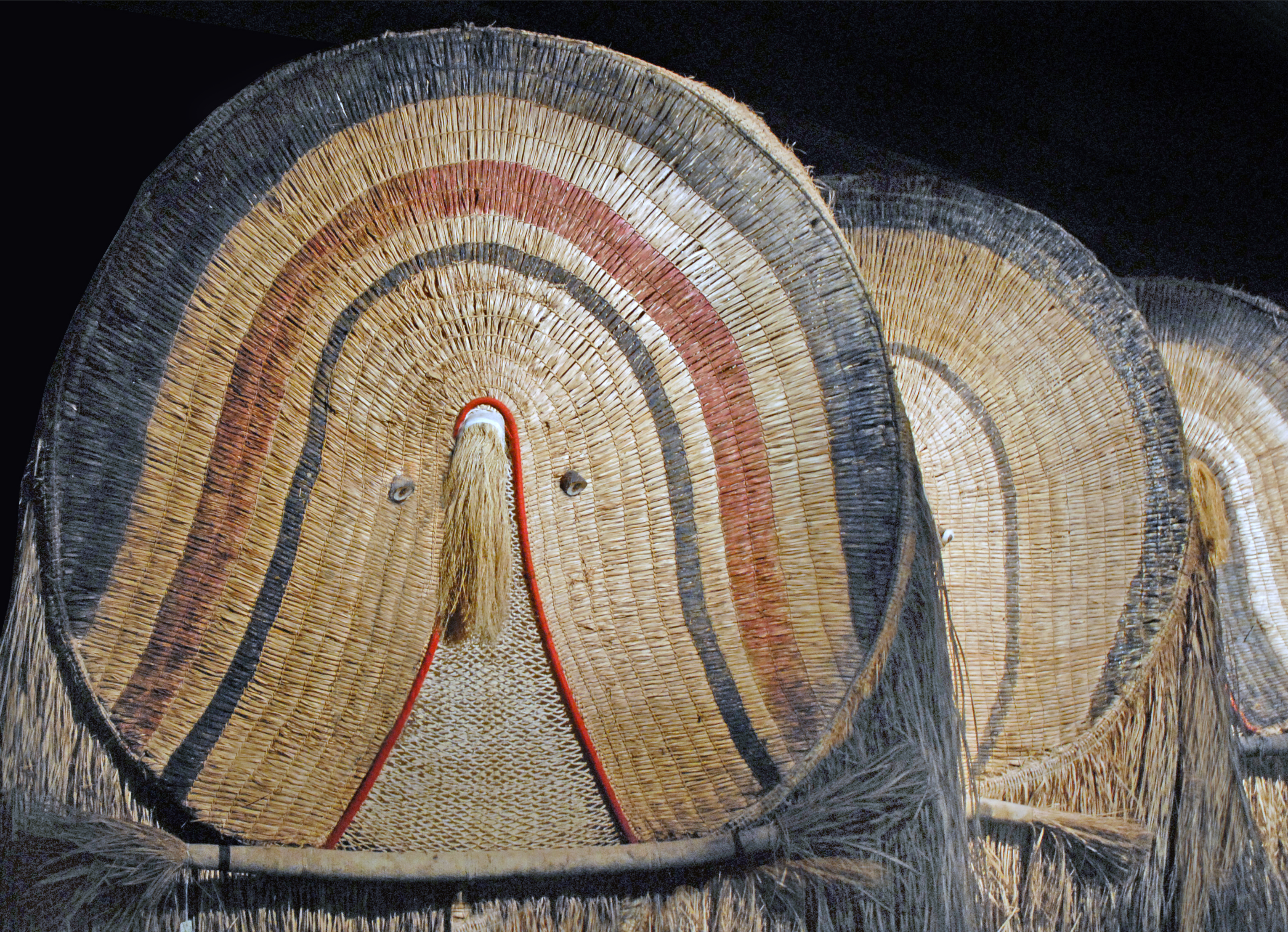
Masken aus Mato Grosso, Brasilien
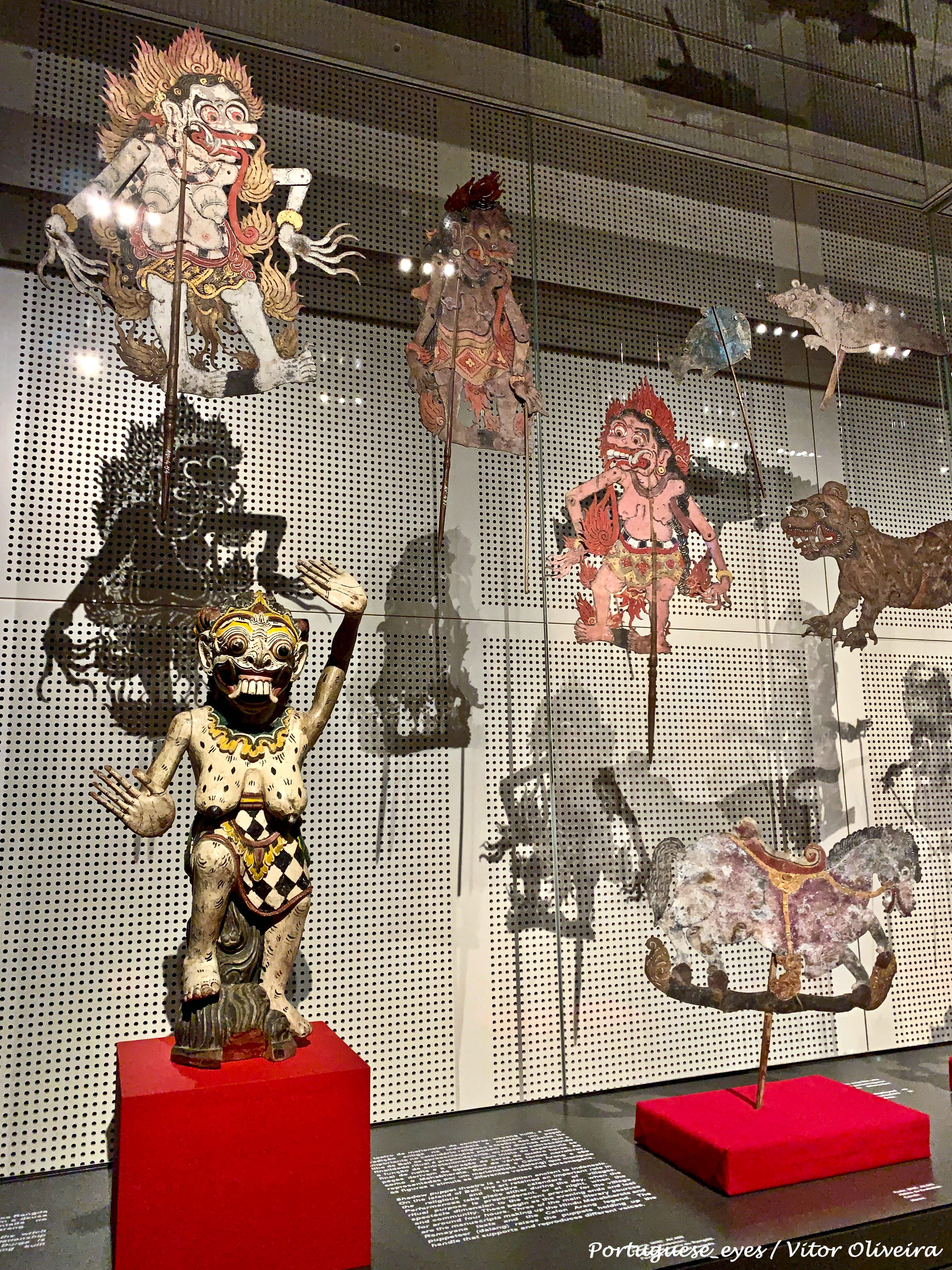
Marionetten eines balinesischen Schattentheaters